# クリスチャン・レドル
クリスチャン・レドル（Christian Redl, 1948年4月20日 - ）は、ドイツシュレースヴィヒ出身の俳優である。

## 出演作品

### 映画
- 666 / DEVIL'S SIGN（1995年）
- ネオナチへの潜入 / あるジャーナリストの闘い（1995年）
- 噛み切りアンナ（1998年）
- タウベルト（1998年） - ゲオルグ・タウベルト
- ギャングスター（1999年） - デュバル
- フェーダーマン（1999年）
- タトゥー（2002年） - ミンクス警部補
- 三文オペラ（2004年）
- ヒトラー 〜最期の12日間〜（2004年） - アルフレート・ヨードル
- 最後の戦い（2005年） - ハンス・クレープス
- アドベンチャーズ（2007年）
- Yella イェラ（2007年）
- クラバート 闇の魔法学校（2008年） - 親方
- VOLCANO ボルケーノ（2009年）
- ホワイトタイガー ナチス極秘戦車・宿命の砲火（2012年） - ヴィルヘルム・カイテル
- ツィミック（2015年） - グスタフ・レデラー

### テレビドラマ
- ウルフ・レビュアー（1996年） - オラフ・アプト
- ベラブロック（2015年） - デア・マリンシェリング検査官